# Csaba Hegedűs
Csaba Hegedűs, född den 6 september 1948 i Sárvár i Ungern, är en ungersk brottare som tog OS-guld i mellanviktsbrottning i den grekisk-romerska klassen 1972 i München.